# Boaz Myhill
Boaz Myhill, właśc. Glyn Myhill Oliver (ur. 9 listopada 1982 w Modesto) – walijski piłkarz występujący na pozycji bramkarza, reprezentant kraju.

## Kariera klubowa
Myhill urodził się w Modesto w Stanach Zjednoczonych, jako syn Amerykanina i Walijki z Llangollen. W wieku 12 lat dołączył do szkoły Aston Villa. Pierwszy profesjonalny kontrakt z Villa podpisał w listopadzie 2000. W styczniu 2002 został wypożyczony do Stoke City. Jeszcze w tym samym roku po raz drugi został wypożyczony, tym razem do Bristol City.
Myhill swoje pierwsze mecze w seniorskiej piłce zagrał jako zawodnik Bradford City. Kolejne wypożyczenia z Villa miały miejsce do Macclesfield Town (15 występów) i Stockport County (2 występy).
W grudniu 2003 Myhill został kupiony za £50,000 przez Hull City. Szybko stał się pierwszym bramkarzem w zespole i już w pierwszym sezonie zaliczył z klubem awans do Championship. Sezon 2007/2008 zakończył się awansem Hull City do Premier League, a Myhill zagrał w 43 spotkaniach sezonu. Łącznie przez 7 lat gry dla Hull 257 razy strzegł bramki Tygrysów.
30 lipca 2010 został piłkarzem West Bromwich Albion. WBA zapłaciło za Myhilla £1.5 miliona funtów. Sezon 2011/2012 spędził na wypożyczeniu w Birmingham City. W barwach Birmingham zanotował 42 występy na poziomie Championship. Oprócz tego zagrał 5 spotkań w Lidze Europy.
W drużynie WBA spędził łącznie 9 lat, w których zagrał 63 razy. W 2019 zakończył karierę piłkarską.
| Sezon   | Klub                 | Kraj   | Rozgrywki      | Mecze | Bramki |
| ------- | -------------------- | ------ | -------------- | ----- | ------ |
| 2000/01 | Aston Villa          | Anglia | Premier League | 0     | 0      |
| 2001/02 | Stoke City           | Anglia | Division Two   | 0     | 0      |
| 2002/03 | Bristol City         | Anglia | Division Two   | 0     | 0      |
| 2002/03 | Bradford City        | Anglia | Division One   | 2     | 0      |
| 2003/04 | Macclesfield Town    | Anglia | Division Three | 15    | 0      |
| 2003/04 | Hull City            | Anglia | Division Three | 23    | 0      |
| 2003/04 | Stockport County     | Anglia | Division Two   | 2     | 0      |
| 2004/05 | Hull City            | Anglia | League One     | 45    | 0      |
| 2005/06 | Hull City            | Anglia | Championship   | 45    | 0      |
| 2006/07 | Hull City            | Anglia | Championship   | 46    | 0      |
| 2007/08 | Hull City            | Anglia | Championship   | 43    | 0      |
| 2008/09 | Hull City            | Anglia | Premier League | 28    | 0      |
| 2009/10 | Hull City            | Anglia | Premier League | 27    | 0      |
| 2010/11 | West Bromwich Albion | Anglia | Premier League | 6     | 0      |
| 2011/12 | Birmingham City      | Anglia | Championship   | 42    | 0      |
| 2012/13 | West Bromwich Albion | Anglia | Premier League | 8     | 0      |
| 2013/14 | West Bromwich Albion | Anglia | Premier League | 14    | 0      |
| 2014/15 | West Bromwich Albion | Anglia | Premier League | 11    | 0      |
| 2015/16 | West Bromwich Albion | Anglia | Premier League | 23    | 0      |
| 2016/17 | West Bromwich Albion | Anglia | Premier League | 0     | 0      |
| 2017/18 | West Bromwich Albion | Anglia | Premier League | 1     | 0      |
| 2018/19 | West Bromwich Albion | Anglia | Championship   | 0     | 0      |

## Kariera reprezentacyjna
Myhill jako nastolatek rozegrał dwa spotkania w reprezentacji Anglii U-20.
W pierwszej reprezentacji zadebiutował 26 marca 2008 w meczu przeciwko Luksemburgowi, wygranym 2:0. Podczas eliminacji do Mistrzostw Świata 2014 zagrał w sześciu spotkaniach. Ostatni mecz dla Walii rozegrał 10 września 2013 przeciwko Serbii, przegranym 0:3. Łącznie Myhill w latach 2008–2013 zagrał w 19 spotkaniach reprezentacji Walii.
| Mecze i gole w reprezentacji | Mecze i gole w reprezentacji | Mecze i gole w reprezentacji | Mecze i gole w reprezentacji | Mecze i gole w reprezentacji | Mecze i gole w reprezentacji | Mecze i gole w reprezentacji |
| #                            | Data                         | Miasto                       | Przeciwnik                   | Gol                          | Wynik                        | Rozgrywki                    |
| ---------------------------- | ---------------------------- | ---------------------------- | ---------------------------- | ---------------------------- | ---------------------------- | ---------------------------- |
| 1.                           | 26.03.2008                   | Luksemburg                   | Luksemburg                   |                              | 2:0                          | towarzyski                   |
| 2.                           | 20.08.2008                   | Swansea                      | Gruzja                       |                              | 1:2                          | towarzyski                   |
| 3.                           | 19.11.2008                   | Brøndbyvester                | Dania                        |                              | 1:0                          | towarzyski                   |
| 4.                           | 11.02.2009                   | Vila Real de Santo António   | Polska                       |                              | 0:1                          | towarzyski                   |
| 5.                           | 29.05.2009                   | Llanelli                     | Estonia                      |                              | 1:0                          | towarzyski                   |
| 6.                           | 14.10.2009                   | Vaduz                        | Liechtenstein                |                              | 2:0                          | El. MŚ 2010                  |
| 7.                           | 03.03.2010                   | Swansea                      | Szwecja                      |                              | 0:1                          | towarzyski                   |
| 8.                           | 23.05.2010                   | Osijek                       | Chorwacja                    |                              | 0:2                          | towarzyski                   |
| 9.                           | 11.08.2010                   | Llanelli                     | Luksemburg                   |                              | 5:1                          | towarzyski                   |
| 10.                          | 25.05.2011                   | Dublin                       | Szkocja                      |                              | 1:3                          | towarzyski                   |
| 11.                          | 15.08.2012                   | Llanelli                     | Bośnia i Hercegowina         |                              | 0:2                          | towarzyski                   |
| 12.                          | 07.09.2012                   | Cardiff                      | Belgia                       |                              | 0:2                          | El. MŚ 2014                  |
| 13.                          | 11.09.2012                   | Nowy Sad                     | Serbia                       |                              | 1:6                          | El. MŚ 2014                  |
| 14.                          | 06.02.2013                   | Swansea                      | Austria                      |                              | 2:1                          | towarzyski                   |
| 15.                          | 22.03.2013                   | Glasgow                      | Szkocja                      |                              | 2:1                          | El. MŚ 2014                  |
| 16.                          | 26.03.2013                   | Swansea                      | Chorwacja                    |                              | 1:2                          | El. MŚ 2014                  |
| 17.                          | 14.08.2013                   | Cardiff                      | Irlandia                     |                              | 0:0                          | towarzyski                   |
| 18.                          | 06.09.2013                   | Skopje                       | Macedonia Północna           |                              | 1:2                          | El. MŚ 2014                  |
| 19.                          | 10.09.2013                   | Cardiff                      | Serbia                       |                              | 0:3                          | El. MŚ 2014                  |